# (433953) 1997 XR2
(433953) 1997 XR2 (scritto anche 1997 XR2) è un asteroide scoperto nel 1997. Ha un diametro di 0,1 - 0,3 km e una massa stimata dell'ordine di 1010 chilogrammi.
Dall'inizio del 2002 al 24 febbraio, 2006, a 1997 XR2 è stata imputata una possibilità su diecimila che collidesse con la Terra il 1º giugno 2101, in base alle 144 osservazioni che risalivano al dicembre del 1997.
A 1997 XR2 fu assegnato il livello 1,3 della Scala Torino sul rischio d'impatto, ed è stato l'unico oggetto near-Earth a superare il livello zero (la scala ha valori tra 0 e 10) finché non è stato assegnato un livello 1 a 2004 VD17 nel novembre del 2004 e in seguito un livello 4 a 99942 Apophis nel dicembre del 2004. Attualmente sia 2004 VD17 che 99942 Apophis sono accreditati di livello zero (da dati disponibili nel febbraio 2007).
Il 24 febbraio 2006, 1997 XR2 fu osservato dal Mt. Lemmon Survey dopo essere restato fuori portata per 8 anni: le nuove osservazioni portarono ad una maggior precisione nel calcolo dell'orbita e fugarono il sospetto che potesse collidere sulla Terra nel 2101.